# Land of Broken Hearts
Land of Broken Hearts es el álbum debut de la banda Royal Hunt, formada por André Andersen. Publicado en 1992 por Rondel Records, ha recibido de la crítica opiniones positivas. La discográfica Steamhammer relanzó el álbum, con 5 bonus track.

## Lista de canciones
Todas las letras escritas por Andersen.
| N.º   | Título                        | Duración |  |
| 1.    | «Running Wild»                | 5:09     |  |
| 2.    | «Easy Rider»                  | 4:59     |  |
| 3.    | «Flight»                      | 4:00     |  |
| 4.    | «Age Gone Wild»               | 4:32     |  |
| 5.    | «Martial Arts» (instrumental) | 1:52     |  |
| 6.    | «One by One»                  | 4:34     |  |
| 7.    | «Hearth of the City»          | 3:43     |  |
| 8.    | «Land of Broken Hearts»       | 4:41     |  |
| 9.    | «Freeway Jam» (instrumental)  | 1:32     |  |
| 10.   | «Kingdom Dark»                | 4:28     |  |
| 11.   | «Stranded»                    | 4:41     |  |
| 12.   | «Day in Day Out»              | 3:21     |  |
| 43:04 |                               |          |  |

| Bonus track |                                            |          |  |
| N.º         | Título                                     | Duración |  |
| 13.         | «Stranded» (versión acústica)              | 3:58     |  |
| 14.         | «Land of Broken Hearts» (versión acústica) | 3:58     |  |
| 15.         | «Age Gone Wild» (versión acústica)         | 4:05     |  |

## Integrantes
- Henrik Brockmann Voz
- Jacob Kjaer - guitarra
- Steen Mogensen - bajo
- Andre Andersen - teclado, guitarra
- Kenneth Olsen - batería